# Myst V: End of Ages
Myst V: End of Ages è l'ultimo videogioco della serie di Myst (vedi Myst), e rappresenta l'atto finale della storia dipanatasi attraverso i giochi precedenti. Il gioco fu annunciato ufficialmente il 12 gennaio 2005, e pubblicato il 20 settembre 2005; è creato da Cyan Worlds e distribuito da Ubisoft. Nell'annunciare il gioco, il presidente e fondatore di Cyan, Rand Miller, ha affermato che "Myst V: End of Ages segue la storia di Myst sino alla sua conclusione, chiudendo il libro sulle Ere di Myst".

## Motore
Myst V è reso in grafica 3D in tempo reale, come RealMYST e Uru: Ages Beyond Myst. Questa tecnologia tipicamente sacrifica la qualità grafica, i dettagli e una maggiore semplicità d'interfaccia in favore di un ambiente maggiormente interattivo e animato rispetto alla grafica prerenderizzata utilizzata nei primi giochi della serie.

Al contrario di Uru, comunque, Myst V non richiede agilità di movimento o particolari doti acrobatiche.
Il controllo del personaggio in Myst V prevede tre livelli possibili di libertà di movimento: una totalmente libera come in RealMyst e Uru, una con postazioni fisse e visuale "bloccata" come in Myst o Riven, e una via di mezzo come in Exile o Revelation. La possibilità di giungere alla conclusione del gioco è ovviamente assicurata in tutte e tre le modalità, sebbene le ultime due opzioni tendano a rendere più semplice il gioco e a diminuire la sorpresa e la possibilità di libera esplorazione degli ambienti che sono uno dei punti forti della serie, focalizzando il giocatore sugli elementi chiave per risolvere i puzzle che il gioco presenta.
Una perdita rispetto ai primi Myst che molti giocatori lamentano è la perdita di filmati con attori reali, cosa che diminuisce il senso di immersione nei fantastici mondi esplorati, in Uru e Myst V sostituiti con modelli in grafica computerizzata.

## Trama e personaggi
Myst V è ambientato qualche tempo dopo gli eventi di Uru: Ages Beyond Myst, e riprende sia la storia narrata in Uru (di cui sviluppa un tema che sarebbe dovuto appartenere a Uru Live, progetto mai entrato in piena attuazione, vd. Uru: Ages Beyond Myst) sia quella degli altri Myst riguardo alle vicende della famiglia di Atrus.
Il gioco contiene molti riferimenti ai giochi precedenti, particolarmente attraverso i diari di Yeesha, che non sono comunque necessari per completare End of Ages. Inoltre sono presenti, come sfondo alla storia, alcuni riferimenti alle vicende narrate nei romanzi di Myst (non tradotti in italiano), la cui conoscenza permette di aggiungere spessore alla trama del gioco.

### Personaggi
Myst V ruota attorno alla figura dei Bahro, alla loro civiltà e al potere che racchiudono le loro tavolette, nonché al rapporto tra i Bahro stessi e gli D'ni.

Oltre al giocatore e ai Bahro, due altri personaggi sono presenti in Myst V: Yeesha stessa e Esher, uno degli D'ni sopravvissuti alla Caduta (un riferimento a questo personaggio, e un segno di come nell'idea iniziale degli autori la storia narrata in End of Ages sarebbe dovuta comparire in Uru Live, si trova in Uru: Ages Beyond Myst nel diario privato di Douglas Sharper).

### Introduzione
Nell'introduzione l'ormai familiare voce di Atrus ci legge una delle ultime lettere delle sue memorie, il suo testamento spirituale: una riflessione sulla sua vita passata a tentare di ristabilire la civiltà D'ni, e sulla possibilità di far rivivere la città D'ni. L'anziano uomo, ormai stanco, si chiede se il compito affidato a sua figlia Yeesha non si fosse rivelato troppo arduo... o se ella avesse fallito nel suo compito quale Coltivatrice della civiltà D'ni.
Myst V fa anche riferimento ad un nuovo personaggio, Calam, uno Scrittore D'ni. Tuttavia, è presente solo nei diari di Yeesha, in quanto muore prima dell'inizio del gioco, e non compare fisicamente in End of Ages.

### Trama
Il gioco inizia nella vecchia casa di Atrus a D'ni, su Kveer. Qui Yeesha chiede al giocatore di fare ciò che non è riuscito a lei: di liberare il potere della tavoletta Bahro, e di non usarla come ha fatto lei, né di consegnargliela.
Dopo un breve discorso, ella trasporta il giocatore sulla superficie, presso l'ingresso del Grande Pozzo, affinché intraprenda la ricerca dei Bahro e convinca loro a permettere l'accesso alla tavola.
Qui il giocatore incontra Esher, che mette in guardia il giocatore riguardo alle pericolose creature Bahro, e spiega come Yeesha non sia stata capace di usare la tavoletta che aveva ottenuto, e che non è né nell'interesse suo né degli D'ni che la tavola venga in effetti nuovamente consegnata a lei...
Nel discendere in Grande Pozzo che collega la superficie alle Caverne D'ni, il giocatore apprende dai fogli del diario di Yeesha sparsi lungo il percorso della storia di Yeesha e della sua famiglia, e dei suoi tentativi di far rivivere la Città sotterranea.
Qui trova anche l'accesso alla piccola Era giardino di Direbo, in cui i Bahro hanno sistemato le Bolle. Queste sono delle porte di passaggio verso altre Ere che contengono i meccanismi di controllo su speciali tavolette di pietra, che possono essere usate per comunicare con i Bahro, e chiedere loro di attivare i meccanismi per accedere al controllo della tavola bramata dagli D'ni.
Dopo aver acceduto a tutte le Ere del gioco, ed aver ottenuto la tavola, una scelta si presenta al giocatore: consegnare la tavola a Yeesha, che ha già fallito una volta? A Esher, che sembra sicuro di quello che deve essere fatto? Magari lasciarla lì dov'è? Oppure esiste un'ulteriore scelta?
La decisione finale influenzerà ciò che gli D'ni diverranno, e il futuro stesso della loro civiltà...

### Commenti
La scelta finale fa eco alla decisione che il giocatore deve effettuare nell'originale gioco di Myst, tra liberare Sirrus oppure Achenar.
Durante un'intervista, quando gli fu chiesto del finale di Myst V, il co-creatore della serie Rand Miller commentò: "Il futuro della civiltà è qui ad un bivio, e la scelta che si compie determina la direzione che essa prenderà."
Molti giocatori trovano tuttavia che la storia non apporti lo stesso pathos delle precedenti, e imputano questo a vari fattori, quali il fatto che Cyan ha dovuto lavorare in fretta, che la storia era stata pensata originariamente per fare parte un percorso molto più ampio, e che il motore grafico, mancando sia dei filmati con attori reali dei primi quattro Myst sia dell'effetto immersivo in prima persona di Uru come avatar di sé stessi impegnati ad esplorare il mondo degli D'ni, non dia un vero senso di immersione nel gioco.

## Ere
Il giocatore utilizza due diversi metodi per viaggiare tra le Ere in Myst V: libri di collegamento tradizionali e "Bolle" Bahro.
Le Ere visitate sono:
- D'ni
- Direbo
- Taghira
- Todelmer
- Noloben
- Laki'ahn
- Myst

Nel filmato finale è inoltre visibile l'Era di Reeleshan, ma non è possibile visitarla per conto proprio.

### Siti di Fan
- (EN) The D'ni Jazz Club, su dnijazzclub.com.
- (EN) Myst Obsession, su mystobsession.com.
- (ES) esD'ni, su coolwind.ws.
- (JA) DutchMYSTCommunity, su dutchmystcommunity.com. URL consultato il 13 giugno 2019 (archiviato dall'url originale il 20 gennaio 2019).

| Controllo di autorità | VIAF (EN) 294324235 · BNF (FR) cb166098023 (data) |